# Анна Звіридовська
Анна Звіридовська (пол. Anna Zwirydowska; нар. 28 січня 1986, Пенськ, Зґожелецький повіт, Нижньосілезьке воєводство) — польська борчиня вільного стилю, срібна та бронзова призерка чемпіонатів Європи.

## Біографія
Боротьбою почала займатися з 2001 року. 2006 року стала бронзовою призеркою чемпіонату світу серед юніорів. Двічі ставала третьою на Європейських юніорських першостях — у 2005 і 2006 роках.
Виступала за клуб «ZTA» Згеж (Лодзинське воєводство). Тренери — Панделі Багладзис, Марьян Філіпович.

## Спортивні результати на міжнародних змаганнях

### Виступи на Чемпіонатах світу
| Змагання                        | Збірна | Вагова категорія          | Місце |
| ------------------------------- | ------ | ------------------------- | ----- |
| Чемпіонат світу з боротьби 2005 | Польща | жіноча боротьба, до 59 кг | 5     |
| Чемпіонат світу з боротьби 2007 | Польща | жіноча боротьба, до 55 кг | 20    |
| Чемпіонат світу з боротьби 2013 | Польща | жіноча боротьба, до 59 кг | 15    |
| Чемпіонат світу з боротьби 2014 | Польща | жіноча боротьба, до 58 кг | 21    |
| Чемпіонат світу з боротьби 2015 | Польща | жіноча боротьба, до 55 кг | 11    |

### Виступи на Чемпіонатах Європи
| Змагання                         | Збірна | Вагова категорія          | Місце  |
| -------------------------------- | ------ | ------------------------- | ------ |
| Чемпіонат Європи з боротьби 2006 | Польща | жіноча боротьба, до 59 кг | 7      |
| Чемпіонат Європи з боротьби 2007 | Польща | жіноча боротьба, до 59 кг | Бронза |
| Чемпіонат Європи з боротьби 2008 | Польща | жіноча боротьба, до 55 кг | 9      |
| Чемпіонат Європи з боротьби 2013 | Польща | жіноча боротьба, до 59 кг | 11     |
| Чемпіонат Європи з боротьби 2014 | Польща | жіноча боротьба, до 55 кг | Срібло |

### Виступи на інших змаганнях
| Змагання                                                        | Збірна | Вагова категорія          | Місце  |
| --------------------------------------------------------------- | ------ | ------------------------- | ------ |
| Austrian Ladies Open 2004                                       | Польща | жіноча боротьба, до 55 кг | 8      |
| Austrian Ladies Open 2005                                       | Польща | жіноча боротьба, до 59 кг | Бронза |
| Klippan Lady Open 2007                                          | Польща | жіноча боротьба, до 51 кг | 10     |
| Austrian Ladies Open 2007                                       | Польща | жіноча боротьба, до 55 кг | Срібло |
| Klippan Lady Open 2008                                          | Польща | жіноча боротьба, до 55 кг | Золото |
| Austrian Ladies Open 2008                                       | Польща | жіноча боротьба, до 55 кг | Срібло |
| Олімпійський кваліфікаційний турнір з боротьби 2008 (Хапаранда) | Польща | жіноча боротьба, до 55 кг | 7      |
| Відкритий чемпіонат Польщі з боротьби 2012                      | Польща | жіноча боротьба, до 55 кг | 11     |
| Вогні Москви 2012                                               | Польща | жіноча боротьба, до 59 кг | 4      |
| Flatz Open 2013                                                 | Польща | жіноча боротьба, до 59 кг | 5      |
| Київський Міжнародний турнір з боротьби 2013                    | Польща | жіноча боротьба, до 59 кг | 5      |
| Меморіал Вацлава Циолковського 2013                             | Польща | жіноча боротьба, до 59 кг | Бронза |
| Вогні Москви 2013                                               | Польща | жіноча боротьба, до 59 кг | 5      |
| Klippan Lady Open 2014                                          | Польща | жіноча боротьба, до 55 кг | 8      |
| Гран-прі Німеччини з боротьби 2014                              | Польща | жіноча боротьба, до 55 кг | 10     |
| Гран-прі Іспанії з боротьби 2014                                | Польща | жіноча боротьба, до 58 кг | Бронза |
| Відкритий чемпіонат Польщі з боротьби 2014                      | Польща | жіноча боротьба, до 58 кг | 5      |
| Чемпіонат світу з боротьби серед військовослужбовців 2014       | Польща | жіноча боротьба, до 58 кг | 4      |
| Гран-прі Іспанії з боротьби 2015                                | Польща | жіноча боротьба, до 58 кг | 12     |
| Відкритий чемпіонат Польщі з боротьби 2015                      | Польща | жіноча боротьба, до 58 кг | 12     |
| Кубок Алроси 2015                                               | Польща | жіноча боротьба, до 58 кг | Бронза |
| Henri Deglane Challenge 2015                                    | Польща | жіноча боротьба, до 58 кг | 9      |

### Виступи на змаганнях молодших вікових груп
| Змагання                                       | Збірна | Вагова категорія          | Місце  |
| ---------------------------------------------- | ------ | ------------------------- | ------ |
| Чемпіонат Європи з боротьби серед кадетів 2002 | Польща | жіноча боротьба, до 60 кг | 8      |
| Чемпіонат Європи з боротьби серед кадетів 2003 | Польща | жіноча боротьба, до 60 кг | 6      |
| Чемпіонат Європи з боротьби серед юніорів 2004 | Польща | жіноча боротьба, до 55 кг | 9      |
| Чемпіонат світу з боротьби серед юніорів 2005  | Польща | жіноча боротьба, до 59 кг | 8      |
| Чемпіонат Європи з боротьби серед юніорів 2005 | Польща | жіноча боротьба, до 59 кг | Бронза |
| Чемпіонат Європи з боротьби серед юніорів 2006 | Польща | жіноча боротьба, до 59 кг | Бронза |
| Чемпіонат світу з боротьби серед юніорів 2006  | Польща | жіноча боротьба, до 59 кг | Бронза |